# Anni felici
Anni felici è un film del 2013 diretto da Daniele Luchetti che ha come protagonisti Kim Rossi Stuart e Micaela Ramazzotti. Il film, ispirato all'infanzia del regista, è stato presentato in anteprima all'edizione 2013 del Toronto International Film Festival.

## Trama
Guido e Serena sono una coppia tormentata che consuma la propria relazione nella Roma del 1974. Aspirante artista d'avanguardia, Guido si sente imprigionato in una famiglia che definisce borghese, mentre la moglie Serena lo ama appassionatamente.
I due figli si trovano così a fare i conti con i continui alti e bassi di una famiglia tutto sommato felice nella sua instabilità. In seguito all'ennesimo fallimento artistico di Guido e ad un viaggio di evasione in Francia di Serena si giunge ad un momento di rottura. La coppia si separa e Guido sembra risentirne maggiormente. Ma il raggiungimento, improvviso quanto inaspettato, di un successo artistico, sembra aprirlo verso un periodo di serenità.

## Produzione
Nel film sono presenti: opere artistiche di Romeo e Luca Luchetti, rispettivamente nonno e padre del regista; lampade scultura realizzate da Domenico Annicchiarico; scultura di donna ideata da Alessandro Ferretti.

## Promozione
Il 26 luglio è stato diffuso online il poster ufficiale del film, seguito, a pochi giorni di distanza, dal primo trailer.

## Distribuzione
L'uscita nelle sale italiane è avvenuta il 3 ottobre 2013.

## Riconoscimenti
- 2014 - David di Donatello
  - Candidatura a Miglior scenografo a Giancarlo Basili
  - Candidatura a Miglior costumista a Maria Rita Barbera
  - Candidatura a Miglior truccatore a Paola Gattabrusi
  - Candidatura a Miglior acconciatore a Massimo Gattabrusi
  - Candidatura a Miglior fonico di presa diretta a Maurizio Argentieri
- 2014 - Nastro d'argento
  - Candidatura a Regista del miglior film a Daniele Luchetti
  - Candidatura a Migliore attore protagonista a Kim Rossi Stuart
  - Candidatura a Migliore sceneggiatura a Daniele Luchetti, Sandro Petraglia, Stefano Rulli e Caterina Venturini
  - Candidatura a Migliore scenografia a Giancarlo Basili
  - Candidatura a Migliori costumi a Maria Rita Barbera
- 2014 - Globo d'oro
  - Candidatura a Miglior attrice a Micaela Ramazzotti
  - Candidatura a Miglior musica a Franco Piersanti
- 2014 - Ciak d'oro
  - Candidatura a Migliore fotografia a Claudio Collepiccolo
  - Candidatura a Migliore scenografia a Giancarlo Basili
  - Candidatura a Migliori costumi a Maria Rita Barbera
  - Candidatura a Miglior colonna sonora a Franco Piersanti
- 2013 - Tokyo International Film Festival
  - Candidatura a Tokyo Grand Prix a Daniele Luchetti
- 2014 - Bari International Film Festival
  - Premio Piero Tosi - Migliori costumi a Maria Rita Barbera
- 2014 - Bastia Italian Film Festival
  - Candidatura a Gran Premio della Giuria a Daniele Luchetti
- 2014 - Ischia Global Film & Music Festival
  - Ischia Art Award a Micaela Ramazzotti
- 2014 - Munich Film Festival
  - ARRI/OSRAM Award - Best International Film a Daniele Luchetti